# Прапор Калінінградської області
Прапор Калінінградської області є символом Калінінградської області. Прийнято 8 червня 2006 року.

## Опис
Прапор Калінінградської області являє собою прямокутне полотнище, розділене на три горизонтальні смуги. Верхня — червона, середня — жовта, нижня — синя. Верхня й нижня смуги рівновеликі, середня смуга становить 1/3 верхньої (нижньої) смуги. На червоному полі, у лівому верхньому куті, зображена срібна міцність із вензелем імператриці Єлизавети Петрівни. Відношення ширини прапора до його довжини 2:3.